# Боровский радиус
Бо́ровский ра́диус — радиус ближайшей к ядру орбиты электрона атома водорода в модели атома, предложенной Нильсом Бором в 1913 году и явившейся предвестницей квантовой механики. В модели электроны движутся по круговым орбитам вокруг ядра, при этом орбиты электронов могут располагаться только на определённых расстояниях {\displaystyle r} от ядра, которые определяются целочисленными отношениями момента импульса {\displaystyle L=m_{e}vr} к постоянной Планка {\displaystyle \hbar } (см. Боровская модель атома).
Согласно набору значений CODATA на 2022 год боровский радиус имеет значение 5,291 772 105 44(82)⋅10−11 м (в скобках указана погрешность в последних значащих цифрах на уровне 1σ), то есть приблизительно 53 пм или 0,53 ангстрема. Это значение может быть вычислено через фундаментальные физические постоянные следующим образом:
{\displaystyle a_{0}={\frac {4\pi \varepsilon _{0}\hbar ^{2}}{m_{e}e^{2}}}={\frac {\hbar }{m_{e}c\alpha }}={\frac {h}{2\pi m_{e}\alpha c}}={\frac {\lambda _{C}}{2\pi \alpha }}={\frac {{\overline {\lambda }}_{C}}{\alpha }}={\frac {r_{0}}{\alpha ^{2}}},}
где:
{\displaystyle h} — постоянная Планка,
{\displaystyle \hbar } — постоянная Дирака (приведённая постоянная Планка), {\displaystyle \hbar =h/{2\pi }},
{\displaystyle \varepsilon _{0}} — электрическая постоянная,
{\displaystyle m_{e}} — масса электрона,
{\displaystyle e} — элементарный заряд,
{\displaystyle c} — скорость света в вакууме,
{\displaystyle \alpha } — постоянная тонкой структуры,
{\displaystyle \lambda _{C}} — комптоновская длина волны электрона,
{\displaystyle {\overline {\lambda }}_{C}} — приведённая комптоновская длина волны электрона,
{\displaystyle r_{0}} — классический радиус электрона.
Боровский радиус часто используется в атомной физике в качестве атомной единицы длины, см. Атомная система единиц. Определение боровского радиуса включает не приведённую, а обыкновенную массу электрона и, таким образом, радиус Бора не точно равен радиусу орбиты электрона в атоме водорода. Это сделано для удобства: боровский радиус в таком виде возникает в уравнениях, описывающих и другие атомы, где выражение для приведённой массы отлично от атома водорода. Если бы определение боровского радиуса включало приведённую массу водорода, то в уравнения, описывающие другие атомы, необходимо было бы включить более сложное выражение.
Согласно теории Максвелла, вращающийся электрон постоянно излучает энергию и, в конце концов, должен упасть на ядро, чего не происходит в действительности. Боровские орбиты являются по предположению стационарными и не приводят к излучению энергии. Этот факт был впоследствии обоснован в квантовой механике.